# Naruto Shippuden - L'esercito fantasma
Naruto Shippuden - L'esercito fantasma (劇場版 NARUTO 疾風伝?, Gekijōban Naruto Shippūden) è un film del 2007 diretto da Hajime Kamegaki. È il quarto lungometraggio anime basato sulla popolare serie manga Naruto di Masashi Kishimoto, e il primo legato alla serie TV Naruto Shippuden. Venne distribuito in Giappone dalla Toho il 4 agosto 2007. La canzone dei titoli di coda si intitola "Lie-Lie-Lie" ed è eseguita da DJ Ozma. Dal 2015 viene distribuito col titolo Naruto Shippuden - Il film: L'esercito fantasma.

## Trama
Naruto Uzumaki muore combattendo un mostro. Si tiene un funerale per Naruto nel suo villaggio natale, a cui partecipano i suoi compagni. Tsunade guarda fuori dalla finestra del suo ufficio e si chiede se tutto sia deciso solo dal destino.
Pochi giorni prima, un ninja medico di nome Yomi attacca un santuario per liberare lo spirito di Moryo, un demone che intende conquistare il mondo e creare il suo "Regno dei Mille Anni". Poiché gli manca un corpo, Yomi offre il suo come sostituto temporaneo finché non riusciranno a recuperare quello originale di Moryo. L'unica minaccia al piano di Moryo è una sacerdotessa di nome Shion, che ha la capacità di sigillarlo nuovamente e può anche prevedere la morte delle persone. Yomi risveglia un esercito di pietra dal suo sonno per attaccare il resto del mondo mentre i suoi quattro subordinati vanno ad eliminare Shion. Vengono date loro speciali creature chakra per aumentare la loro forza.
Per affrontare la minaccia, la Terra del Fuoco invia molte squadre avanzate per bloccare l'esercito di pietra. Naruto, Sakura Haruno, Rock Lee e Neji Hyuga vengono inviati a proteggere Shion e a consegnarla al santuario dove è custodito il corpo di Moryo. Il team respinge gli scagnozzi di Yomi e, in seguito, Shion profetizza l'imminente morte di Naruto. La totale accettazione del "destino" da parte di Shion, così come il suo atteggiamento egoista, spingono Naruto a litigare con lei. Mentre si dirigono verso il santuario, vengono nuovamente attaccati dagli assassini e Shion viene apparentemente uccisa. Si rivela uno stratagemma: ad essere morto è in realtà il suo servitore, Taruho, che ha fatto da esca mediante l'uso di una tecnica di trasformazione. Dopo che Neji dice a Naruto di scortare Shion al tempio da solo, la sacerdotessa spiega che le sue previsioni funzionano usando le vite degli altri per proteggere la propria. Naruto insiste che sopravviverà e allo stesso modo manterrà Shion al sicuro.
Insieme, Sakura, Lee e Neji sconfiggono gli assassini e nel tempio di montagna dove è conservato il corpo di Moryo, Naruto e Shion trovano l'esercito di pietra in attesa. Naruto trattiene l'esercito, mentre Shion si dirige all'interno per iniziare il rituale di suggellamento. Yomi inganna Shion facendole iniziare la tecnica con lui all'interno della barriera, permettendo allo spirito di Moryo di riunirsi al suo corpo. Dopo che Kakashi Hatake, Gai Maito, Shikamaru Nara e Temari hanno distrutto l'esercito di pietra, Naruto arriva a salvare Shion. Sul punto di vedere avverarsi la sua predizione sulla sua morte, Shion usa il potere della sua campanella per cambiare il destino di Naruto e attinge ai suoi veri poteri, con l'intenzione di uccidere se stessa e Moryo per salvare Naruto (per il quale ha sviluppato dei sentimenti). Naruto la ferma pochi secondi prima della sua morte e crea un gigantesco Rasengan combinando il chakra di Shion con il suo, disintegrando Moryo con la tecnica.
Nella scena dopo i titoli di coda, Shion afferma di dover continuare la stirpe di sacerdotesse che sopprimeranno i demoni come Moryo, e chiede a Naruto se l'aiuterebbe (un doppio senso per chiedergli se farebbe un bambino con lei), con grande shock di Sakura, Kakashi e Lee. Naruto, ingenuo come al solito, acconsente senza capire il vero significato della sua domanda.

## Distribuzione

### Data di uscita
Le date di uscita internazionali sono state:
- 4 agosto 2007 in Giappone
- 1º febbraio 2008 a Taiwan (火影忍者疾風傳劇場版)
- 20 febbraio 2015 in Vietnam (Naruto Shippuden: Cái Chết Tiên Đoán)
- 13 luglio in Italia

### Edizione italiana
Il doppiaggio italiano del film fu effettuato dalla Logos e diretto da Pino Pirovano su dialoghi di Laura Distretti (edulcorati rispetto a quelli originali). Esso venne eseguito nel 2010 in previsione di una trasmissione su Hiro a dicembre dello stesso anno, che tuttavia non avvenne. Il film fu invece trasmesso su Italia 1 dal 13 al 19 giugno 2013 diviso in cinque episodi intitolati rispettivamente Il risveglio dell'esercito fantasma, La sacerdotessa Shion, Protezione, Premonizioni e Destino. Fu successivamente distribuito nei cinema per un solo giorno il 13 luglio 2015 dalla Key Films.

### Edizioni home video
Il film fu distribuito in DVD-Video in Giappone il 23 aprile 2008 anche in edizione limitata, mentre in Italia fu pubblicato in DVD e Blu-ray Disc dalla CG Entertainment il 3 dicembre 2015.

## Accoglienza

### Incassi
Nel primo fine settimana di programmazione, il film si posizionò al sesto posto del botteghino giapponese, scendendo all'ottavo nelle due settimane successive. Il film incassò un totale di 1,21 miliardi di yen nei cinema giapponesi, 163 277 dollari in quelli taiwanesi e 12 668 euro in quelli italiani (calcolando anche l'incasso del film precedente, proiettato nello stesso giorno).

## Altri media
Il 6 agosto 2007 la Shūeisha pubblicò in Giappone, nella collana Jump J Books, la novellizzazione del film, scritta da Masatoshi Kusakabe.